# Melese aprepia
Melese aprepia là một loài bướm đêm thuộc phân họ Arctiinae, họ Erebidae.